# Phaonia subemarginata
Phaonia subemarginata este o specie de muște din genul Phaonia, familia Muscidae, descrisă de Fang, Li și Deng în anul 1986.
Este endemică în Sichuan. Conform Catalogue of Life specia Phaonia subemarginata nu are subspecii cunoscute.